# Gran Premi d'Àustria del 2023
El Gran Premi d'Àustria de Fórmula 1, novena cursa de la temporada 2023, s'ha disputat al Red Bull Ring, a Spielberg, Àustria entre els dies 30 al 2 de juliol de 2023.
Aquest fou el segon gran premi de la temporada a realitzar la cursa esprint, la cursa curta que atorga punts als vuit primers classificats i se celebra els dissabtes.

## Qualificació
La qualificació fou realitzat el dia 30 de juny.
| Pos.                | Nº | Pilot            | Equip/Motor           | Part 1   | Part 2   | Part 3   | Graella |
| ------------------- | -- | ---------------- | --------------------- | -------- | -------- | -------- | ------- |
| 1                   | 1  | Max Verstappen   | Red Bull-RBPT         | 1:05.116 | 1:04.951 | 1:04.391 | 1       |
| 2                   | 16 | Charles Leclerc  | Ferrari               | 1:05.577 | 1:05.087 | 1:04.439 | 2       |
| 3                   | 55 | Carlos Sainz Jr. | Ferrari               | 1:05.339 | 1:04.975 | 1:04.581 | 3       |
| 4                   | 4  | Lando Norris     | McLaren-Mercedes      | 1:05.617 | 1:05.038 | 1:04.658 | 4       |
| 5                   | 44 | Lewis Hamilton   | Mercedes              | 1:05.673 | 1:05.188 | 1:04.819 | 5       |
| 6                   | 18 | Lance Stroll     | Aston Martin-Mercedes | 1:05.710 | 1:05.121 | 1:04.893 | 6       |
| 7                   | 14 | Fernando Alonso  | Aston Martin-Mercedes | 1:05.655 | 1:05.181 | 1:04.911 | 7       |
| 8                   | 27 | Nico Hülkenberg  | Haas-Ferrari          | 1:05.740 | 1:05.362 | 1:05.090 | 8       |
| 9                   | 10 | Pierre Gasly     | Alpine-Renault        | 1:05.515 | 1:05.308 | 1:05.170 | 9       |
| 10                  | 23 | Alexander Albon  | Williams-Mercedes     | 1:05.673 | 1:05.387 | 1:05.823 | 10      |
| 11                  | 63 | George Russell   | Mercedes              | 1:05.686 | 1:05.428 |          | 11      |
| 12                  | 31 | Esteban Ocon     | Alpine-Renault        | 1:05.729 | 1:05.453 |          | 12      |
| 13                  | 81 | Oscar Piastri    | McLaren-Mercedes      | 1:05.683 | 1:05.605 |          | 13      |
| 14                  | 77 | Valtteri Bottas  | Alfa Romeo-Ferrari    | 1:05.763 | 1:05.680 |          | 14      |
| 15                  | 11 | Sergio Pérez     | Red Bull-RBPT         | 1:05.177 | 2:06.688 |          | 15      |
| 16                  | 22 | Yuki Tsunoda     | AlphaTauri-RBPT       | 1:05.784 |          |          | 16      |
| 17                  | 24 | Guanyu Zhou      | Alfa Romeo-Ferrari    | 1:05.818 |          |          | 17      |
| 18                  | 2  | Logan Sargeant   | Williams-Mercedes     | 1:05.948 |          |          | 18      |
| 19                  | 20 | Kevin Magnussen  | Haas-Ferrari          | 1:05.971 |          |          | 19      |
| 20                  | 21 | Nyck de Vries    | AlphaTauri-RBPT       | 1:05.974 |          |          | 20      |
| 107% Temps:1:09.674 |    |                  |                       |          |          |          |         |
| Font:               |    |                  |                       |          |          |          |         |

## Sprint Shootout
La qualificació per la cursa esprint fou realitzat el dia 1 de juliol.
| Pos.                | Nº | Pilot            | Equip/Motor           | Part 1   | Part 2   | Part 3   | Graella |
| ------------------- | -- | ---------------- | --------------------- | -------- | -------- | -------- | ------- |
| 1                   | 1  | Max Verstappen   | Red Bull-RBPT         | 1:06.236 | 1:05.371 | 1:04.440 | 1       |
| 2                   | 11 | Sergio Pérez     | Red Bull-RBPT         | 1:06.924 | 1:05.836 | 1:04.933 | 2       |
| 3                   | 4  | Lando Norris     | McLaren-Mercedes      | 1:06.723 | 1:05.699 | 1:05.010 | 3       |
| 4                   | 27 | Nico Hülkenberg  | Haas-Ferrari          | 1:06.548 | 1:06.091 | 1:05.084 | 4       |
| 5                   | 55 | Carlos Sainz Jr. | Ferrari               | 1:06.187 | 1:05.434 | 1:05.136 | 5       |
| 6                   | 16 | Charles Leclerc  | Ferrari               | 1:07.061 | 1:05.673 | 1:05.245 | 91      |
| 7                   | 14 | Fernando Alonso  | Aston Martin-Mercedes | 1:06.611 | 1:05.759 | 1:05.258 | 6       |
| 8                   | 18 | Lance Stroll     | Aston Martin-Mercedes | 1:06.569 | 1:05.914 | 1:05.347 | 7       |
| 9                   | 31 | Esteban Ocon     | Alpine-Renault        | 1:06.840 | 1:05.604 | 1:05.366 | 8       |
| 10                  | 20 | Kevin Magnussen  | Haas-Ferrari          | 1:06.629 | 1:05.730 | 1:05.912 | 10      |
| 11                  | 23 | Alexander Albon  | Williams-Mercedes     | 1:06.892 | 1:06.152 |          | 11      |
| 12                  | 10 | Pierre Gasly     | Alpine-Renault        | 1:06.873 | 1:06.360 |          | 12      |
| 13                  | 22 | Yuki Tsunoda     | AlphaTauri-RBPT       | 1:06.896 | 1:06.369 |          | 13      |
| 14                  | 21 | Nyck de Vries    | AlphaTauri-RBPT       | 1:06.704 | 1:06.593 |          | 14      |
| 15                  | 63 | George Russell   | Mercedes              | 1:06.653 | S/temps  |          | 15      |
| 16                  | 24 | Guanyu Zhou      | Alfa Romeo-Ferrari    | 1:07.062 |          |          | 16      |
| 17                  | 81 | Oscar Piastri    | McLaren-Mercedes      | 1:07.106 |          |          | 17      |
| 18                  | 44 | Lewis Hamilton   | Mercedes              | 1:07.282 |          |          | 18      |
| 19                  | 77 | Valtteri Bottas  | Alfa Romeo-Ferrari    | 1:07.291 |          |          | 19      |
| 20                  | 2  | Logan Sargeant   | Williams-Mercedes     | 1:07.426 |          |          | 20      |
| 107% Temps:1:10.820 |    |                  |                       |          |          |          |         |
| Font:               |    |                  |                       |          |          |          |         |

Notes
- ^1 – Charles Leclerc va ser penalitzat amb tres posicions a la grilla de sortida de la cursa esprint per obstaculitzar a Oscar Piastri.

## Cursa esprint
La cursa esprint fou realitzat el dia 1 de juliol.
| Pos.  | Nº | Pilot            | Equip/Motor           | Voltes | Temps/Retirada | Graella | Punts |
| ----- | -- | ---------------- | --------------------- | ------ | -------------- | ------- | ----- |
| 1     | 1  | Max Verstappen   | Red Bull-RBPT         | 24     | 30:26.730      | 1       | 8     |
| 2     | 11 | Sergio Pérez     | Red Bull-RBPT         | 24     | +21.048        | 2       | 7     |
| 3     | 55 | Carlos Sainz Jr. | Ferrari               | 24     | +23.088        | 5       | 6     |
| 4     | 18 | Lance Stroll     | Aston Martin-Mercedes | 24     | +29.703        | 7       | 5     |
| 5     | 14 | Fernando Alonso  | Aston Martin-Mercedes | 24     | +30.109        | 6       | 4     |
| 6     | 27 | Nico Hülkenberg  | Haas-Ferrari          | 24     | +31.297        | 4       | 3     |
| 7     | 31 | Esteban Ocon     | Alpine-Renault        | 24     | +36.602        | 8       | 2     |
| 8     | 63 | George Russell   | Mercedes              | 24     | +36.611        | 15      | 1     |
| 9     | 4  | Lando Norris     | McLaren-Mercedes      | 24     | +38.608        | 3       |       |
| 10    | 44 | Lewis Hamilton   | Mercedes              | 24     | +46.375        | 18      |       |
| 11    | 81 | Oscar Piastri    | McLaren-Mercedes      | 24     | +49.807        | 17      |       |
| 12    | 16 | Charles Leclerc  | Ferrari               | 24     | +50.789        | 9       |       |
| 13    | 23 | Alexander Albon  | Williams-Mercedes     | 24     | +52.848        | 11      |       |
| 14    | 20 | Kevin Magnussen  | Haas-Ferrari          | 24     | +56.593        | 10      |       |
| 15    | 10 | Pierre Gasly     | Alpine-Renault        | 24     | +57.652        | 12      |       |
| 16    | 22 | Yuki Tsunoda     | AlphaTauri-RBPT       | 24     | +1:04.822      | 13      |       |
| 17    | 21 | Nyck de Vries    | AlphaTauri-RBPT       | 24     | +1:05.617      | 14      |       |
| 18    | 2  | Logan Sargeant   | Williams-Mercedes     | 24     | +1:06.059      | 20      |       |
| 19    | 24 | Guanyu Zhou      | Alfa Romeo-Ferrari    | 24     | +1:10.825      | 16      |       |
| 20    | 24 | Valtteri Bottas  | Alfa Romeo-Ferrari    | 77     | +1:16.435      | 19      |       |
| Font: |    |                  |                       |        |                |         |       |

## Resultats de la cursa
La cursa fou realitzat en el dia 2 de juliol.
.
Notes
- Inclòs 1 punt extra per la volta ràpida.
- Carlos Sainz Jr. finalitza en quart, més va ser penalitzat en 10 segons per excedir els límits de la pista.
- Lewis Hamilton finalitza en setè, més va ser penalitzat en 10 segons per excedir els límits de la pista.
- Pierre Gasly finalitza en novè, més va ser penalitzat en 10 segons per excedir els límits de la pista.
- Alexander Albon va ser penalitzat en 10 segons per excedir els límits de la pista. La seva posició final no va ser afectada.
- Logan Sargeant va rebre una penalització total de 15 segons per excedir els límits de la pista. La seva posició final no va ser afectada.
- Esteban Ocon finalitza en 12è, però va rebre una penalització total de 30 segons de penalització per excedir els límits de la pista.
- Nyck de Vries finalitza en 15è, va ser penalitzat en 5 segons per forçar Kevin Magnussen a sortir de la pista. També va rebre una sanció total de 15 segons per excedir els límits de la pista.
- Kevin Magnussen finalitza en 19è, però va ser penalitzat en 5 segons per superar els límits de la pista. Va guanyar una posició després del penal de Yuki Tsunoda.
- Yuki Tsunoda finalitza en 17è, però va rebre una penalització total de 15 segons de penalització per superar els límits de la pista.

## Classificació després de la cursa
| Pos. | Pilot            | Punts | Canvis |
| ---- | ---------------- | ----- | ------ |
| 1    | Max Verstappen   | 229   | =      |
| 2    | Sergio Pérez     | 148   | =      |
| 3    | Fernando Alonso  | 131   | =      |
| 4    | Lewis Hamilton   | 106   | =      |
| 5    | Carlos Sainz Jr. | 82    | =      |

| Pos. | Constructor           | Punts | Canvis |
| ---- | --------------------- | ----- | ------ |
| 1    | Red Bull-RBPT         | 377   | =      |
| 2    | Mercedes              | 178   | =      |
| 3    | Aston Martin-Mercedes | 175   | =      |
| 4    | Ferrari               | 154   | =      |
| 5    | Alpine-Renault        | 47    | =      |